# Musica per persone sensibili
Musica per persone sensibili è il secondo album in studio della band italiana KuTso, pubblicato il 12 maggio 2015 e prodotto da Alex Britti per l'etichetta IT.POP su licenza Universal Music dopo il successo nella categoria Nuove Proposte nella 65ª edizione del Festival di Sanremo con il brano Elisa.

## Tracce
Testi e musiche di Matteo Gabbianelli, eccetto dove indicato.
1. Bluff – 2:10
2. Elisa (feat. Andrea Ruggero) – 2:36
3. Bevo te (feat. Marco Mastrobuono) – 2:17
4. Spray nasale (feat. Alex Britti, Pier Cortese) – 2:44 (Matteo Gabbianelli, Luca Amendola)
5. Io rosico (feat. Pier Cortese, Enrico Greppi, Doomraiser, Matteo Zibbo, Fabio Gabbianelli) – 2:25
6. Nel buio e nel silenzio (feat. Pier Cortese, Fabio Gabbianelli, Andrea Ruggero) – 2:17
7. Call center (feat. Ketty Passa) – 2:50
8. Vengo in pace – 3:09
9. Se copuliamo – 2:31
10. L'amore è (feat. Tommaso Zanello, Adriano Bono, Fefo Forconi) – 2:57 (Matteo Gabbianelli, Tommaso Zanello)
11. Ma quale rockstar (feat. Fabio Gabbianelli) – 2:21
12. Non servono (feat. Gerolamo Alchieri) – 2:17
13. Why don't we do it in the road – 1:38 (John Lennon, Paul McCartney)
14. Triste (feat. Fabio Gabbianelli, Roberto Angelini) – 3:34

Durata totale: 35:46

## Formazione

### Gruppo
- Matteo Gabbianelli – voce
- Donatello Giorgi – chitarra, voce tenorile, cori
- Luca Amendola – basso, cori
- Simone Bravi – batteria

### Altri musicisti
- Adriano Bono – vocalizzi e armonizzazioni (L'amore è)
- Alex Britti – chitarra (riff, assolo) (Spray nasale)
- Andrea Ruggiero – organetto distorto e arrangiamento d'archi (Elisa), violino e archi (Nel Buio E Nel Silenzio)
- Daniele Cardinale – voce (Why don't we do it in the road)
- Enrico Greppi – cori (Io rosico)
- Fabio Gabbianelli – chitarra aggiuntiva (Io Rosico) (Nel buio e nel silenzio) (Ma quale rockstar), chitarra acustica (Triste)
- Fefo Forconi – chitarra (L'amore è)
- Jacopo Vannini – arrangiamenti electro (Why don't we do it in the road)
- Ketty Passa – voce (Call center)
- Pier Cortese – piano e rhodes (Spray nasale), hammond e clavicembalo (Io rosico), voce (Nel buio e nel silenzio)
- Piotta – rapping (L'amore è)
- Roberto Angelini – steel guitar (Triste)